# Communauté rurale de Fass Thiékène
La communauté rurale de Fass Thiékène est une communauté rurale du Sénégal située à l'ouest du pays. 
Créée en 2008, elle fait partie de l'arrondissement de Ida Mouride, du département de Koungheul et de la région de Kaffrine.